# 경주 양남 주상절리군
경주 양남 주상절리군은 대한민국 경상북도 경주시 양남면에 있는 주상절리 지형이며 경북동해안 국가지질공원의 지질유산이다. 2012년 9월 25일 천연기념물 제536호로 지정되었다. 월성원자력발전소의 도움으로 현재 그 앞에 전망대와 포토존 등 시설이 나 있다.

## 형태
- 부채꼴 모양의 특이 주상절리를 비롯한 수평 방향의 주상절리가 대규모로 발달되어 있다.
- 원목을 포개어 놓은 것 같은 형상으로 누워 있다.
- 백두산 천지를 보는 것 같은 신비감과 여인네의 주름 치마, 부채꼴모양, 꽃봉오리 등 다양한 형태의 주상절리가 옹기종기 모여 있다.

## 해안 탐방로
경주시 양남면 하서리 하서항(경주시 양남면 진리길 30-31 앞)에서 읍천리 주상절리조망타워(경주시 양남면 동해안로 498-13)까지 해안을 따라 탐방로가 조성되어 있어 주상절리를 관찰할 수 있다. 

## 사진
경주 양남 주상절리군
- 주상절리조망타워 건물 밑에 있는 경북동해안 국가지질공원의 인증 표석
- 주상절리조망타워

## 같이 보기
- 경북동해안 국가지질공원
- 주상절리

## 참고 자료
- 경주 양남 주상절리군 - 국가유산청 국가유산포털